# أفياتر
أڤياتر (مركبة جوية ومحمولة جوًا من أجل استطلاع تيتان في الموقع) (بالإنجليزية: AVIATR)‏ (Aerial Vehicle for In situ and Airborne Titan Reconnaissance) كان تصور لمهمة طائرة مقترح لتيتان قمر زحل، تم تطوير هذا التصور في 2011 من قبل فريق من العلماء بقيادة چيسون دبيلو. بارنز في جامعة إيداهو. وبالمقارنة مع الأرض تيتان لديه حوالي واحد من سبعة من الجاذبية الأرضية ولكن لديه أربعة أضعاف كثافة الغلاف الجوي الأرضي. هذه الظروف تجعل من الأسهل الطيران هناك.

## وصلات خارجية
- AVIATR proposal presentation